# قيادة المخابرات والأمن في جيش الولايات المتحدة الأمريكية
تعتبر قيادة المخابرات والأمن لجيش الولايات المتحدة (INSCOM) وحدة إرسال تقارير مباشرة تجري العمليات الاستخباراتية والأمنية والمعلوماتية عن قادة الجيش الأمريكي وصناع القرار. يقع المقر الرئيسي للقيادة في حصن بيلفوار في ولاية فرجينيا.          
قيادة المخابرات والأمن في جيش الولايات المتحدة الأمريكية هي منظمة داخل جيش الولايات المتحدة ووكالة الأمن القومي، وهي منظمة الاستخبارات المعنية باستخبارات الإشارات. تعرف قيادة المخابرات والأمن في جيش الولايات المتحدة الأمريكية داخل وكالة الأمن القومي ونظرائها في البحرية الأمريكية والقوات الجوية الأمريكية ومخابرات مشاة البحرية باسم جهاز الأمن المركزي. قُدرت ميزانيتها بنحو 6 مليارات دولار.

## المهمة
تجمع قيادة المخابرات والأمن في جيش الولايات المتحدة معلومات استخباراتية في جميع المجالات لتزويد قادة الوحدات بالمعلومات الاستخباراتية الهامة في ساحة المعركة من أجل توجيه القوة القتالية. تقوم المنظمة أيضًا بأنشطة إنتاج المعلومات الاستخبارية بدءًا من إعداد المعلومات الاستخبارية لساحة المعركة لتطوير الحالة القتالية وتحليل الإشارات وفحص الصور وإجراء عمليات استخبارات العلوم والتكنولوجيا. تتحمل قيادة المخابرات والأمن في جيش الولايات المتحدة الأمريكية أيضًا مسؤوليات كبيرة في مكافحة التجسس وحماية القوات الأمريكية والحرب الإلكترونية وحرب المعلومات. وتدعم تحديث القوات وتدريبها.
تتضمن مهام قيادة المخابرات والأمن في جيش الولايات المتحدة الأمريكية المعلنة للعمليات ما يلي:
1. إجراء ودعم عمليات الاستخبارات والأمن والمعلومات المتعلقة بالجيش الأمريكي والقوات المشتركة والحليفة.
2. تحسين الشراكة الوطنية والميدانية والتكتيكية.
3. استغلال التكنولوجيا الرائدة.
4. مواجهة تحدي اليوم والمستقبل في القرن الحادي والعشرين.

## الهيكلية
- قيادة عمليات المعلومات الأولى (البرية)

تقع في حصن بيلفوار وتنجز عمليات استخباراتية متعددة التخصصات (IO) لدعم القيادة الرئيسية لجيش الولايات المتحدة الأمريكية.                                                                                                                                  
- لواء المخابرات العسكرية 66

يقع المركز 66 في فيسبادن في ألمانيا، وينجز عمليات استخباراتية وأمنية متعددة الأنظمة على المستوى الميداني، وينشر قوات جاهزة للقيام بعمليات مشتركة في الحملات الطارئة في مهمات دعم القيادة الأمريكية لجيش أوروبا والقيادة الأمريكية الأوروبية.
- لواء المخابرات العسكرية 116 (المخابرات الجوية)

يقع مقره في حصن جوردون في جورجيا، ويجري المركز 116 عمليات جمع المعلومات ومعالجتها واستخدامها ونشرها وجمع ردود الأفعال على مدار الساعة وطوال أيام الأسبوع من أجل دعم استخبارات مراقبة الهدف والاستطلاع الجوي باستخدام نظام الجيش لتوزيع الأرض المشتركة (DCGS-A).
- لواء المخابرات العسكرية 207 (ميداني)

يقع في ثكنات أديرل وثكنات لونغار في فيتشنزا في إيطاليا. يقوم بعمليات استخبارات متنوعة لدعم الجيش الأمريكي في أفريقيا والقيادة العسكرية الأمريكية في أفريقيا (USAFRICOM) من أجل وضع البنية الاستخباراتية الميدانية ومنع التهديدات الوطنية والإقليمية وتعزيز الاستقرار الإقليمي في أفريقيا والحفاظ على استعداد المخابرات.
- لواء المخابرات العسكرية 300 (اللغوي)

يوفر جنود المخابرات المدربين لغويًا وعسكريًا لدعم القادة من خلال صفوف الجيش. يقع في درابر في يوتا.
- لواء المخابرات العسكرية 470

يقع المركز 470 في حصن سام هيوستن في تكساس، ويوفر معلومات متعددة المجالات في الوقت المناسب لدعم جيش الولايات المتحدة في الجنوب والقيادة الجنوبية لجيش الولايات المتحدة وغيرهم من وكالات الاستخبارات الوطنية.
- لواء المخابرات العسكرية 500

يوفر لواء المخابرات العسكرية رقم 500 الواقع في ثكنات شوفيلد في هاواي دعمًا استخباريًا متعدد المجالات لقوات التحالف ولجيش الولايات المتحدة الأمريكية في المحيط الهادئ ومنطقة مسؤولية القيادة الأمريكية في المحيط الهادئ.
- لواء المخابرات العسكرية 501

يدعم لواء المخابرات العسكرية رقم 501 عمليات القوات المشتركة في كوريا.
- لواء المخابرات العسكرية 513

يقع في حصن جوردن في جورجيا، ينشر قوات معدة خصيصًا لإجراء عمليات المخابرات والأمن متعددة المجالات لدعم جيش الولايات المتحدة والقيادة المركزية الأمريكية والقيادة الجنوبية لجيش الولايات المتحدة، وينفذ بعض الأوامر الميدانية.
- لواء المخابرات العسكرية 704

إجراء عمليات فحص متزامنة لجميع أنواع الإشارات والشبكات الحاسوبية وتأمين المعلومات المرسلة مباشرة أو من خلال وكالة الأمن القومي لتلبية حاجة التقدم المعلوماتي للجيش الوطني والحلفاء.
- مجموعة المخابرات العسكرية 706

كانت في السابق مجموعة المخابرات العسكرية رقم 116، وتتمركز في حصن جوردون في جورجيا. توفر الدعم الاستخباراتي الفني لإجراء عمليات الاستخبارات المتعلقة بالإشارات داخل وكالة الأمن القومي وجهاز الأمن المركزي في جورجيا وجميع أنحاء العالم.
- لواء المخابرات العسكرية 780

يقع في حصن ميد، تتلخص مهامه في إنجاز هجمات استكشافية عبر الإنترنت، وعمليات الدفاع الإلكتروني عن شبكات معلومات الجيش ووزارة الدفاع.
- مجموعة الاستخبارات العسكرية 902

توفر دعمًا مباشرًا لمهام مكافحة التجسس لتأمين أنشطة الجيش والأوامر الرئيسية.
- عمليات الجيش السرية (ACO)

يقع مركز عمليات الجيش السرية في حصن ميد، ويمثل المركز وحدة الاستخبارات G2 ووحدة خدمة التشفير (SCC) لتوفير تواصل مشفر بين القيادة والخبراء والدعم والتوجيه والمشورة لقادة المعارك الأمريكية وقادة المخابرات الأمريكية. يوفر متطلبات استخبارات الإشارات في قيادة الجيش بشكل سري. يضمن وصول الدعم للعمليات في الوقت المناسب وبالشكل الفعال من خلال توفير القدرات والموارد والتدريب العالي بالشكل الأمثل.
- مركز الدعم الميداني للجيش (AFSC)

يقع في حصن ميد، ويوفر الدعم التشغيلي والإداري لإدارة قوات الجيش وغيرها من أقسام ووكالات وزارة الدفاع وفقًا للتوجيهات.
- مجموعة عمليات الجيش (AOG)

تقع مجموعة عمليات الجيش في حصن ميد، وتقدم عمليات التخابر البشري (HUMINT) وتوفر الخبرة في دعم متطلبات الاستخبارات ذات الأولوية للحالات الميدانية باستخدام مجموعة كاملة من أساليب التخابر البشري.
- مركز الترخيص المركزي (CCF)

يقع المركز في حصن ميد، ويمثل الوكالة التنفيذية للجيش الأمريكي التي تحدد القرارات الأمنية لدعم مهام الجيش في جميع أنحاء العالم.
- مركز المخابرات الوطنية الميدانية (NGIC)

يقع المركز في مدينة شارلوتسفيل في ولاية فرجينيا، وهو المركز الرئيسي في وزارة الدفاع، يتولى مهام المخابرات الفنية للقوات البرية وهو المزود الأول للجيش بتقارير المخابرات.

## التاريخ

### تأسيس قيادة المخابرات والأمن في جيش الولايات المتحدة الأمريكية
تأسست قيادة المخابرات والأمن التابعة لجيش الولايات المتحدة الأمريكية (INSCOM) في الأول من كانون الثاني/ يناير عام 1977 في مبنى أرلينغتون في ولاية فرجينيا لرفد الجيش الأمريكي بمنظمة واحدة تجري الاستخبارات متعددة المجالات والعمليات الأمنية والحرب الإلكترونية على مستوى عسكري عالي. قامت المنظمة الجديدة بدمج وكالة أمن الجيش الأمريكي السابقة ومؤسسات أمن الإشارة التي كانت موجودة سابقًا في مبنى أرلينغتون في فرجينيا ووكالة الاستخبارات العسكرية الأمريكية ووكالة مكافحة الاستخبارات ومركز الاستخبارات البشرية في حصن ميد في ولاية ماريلاند والعديد من وحدات المخابرات. كان يرأسها في السابق مساعد رئيس أركان المخابرات وقوات الجيش الأمريكي. ثم أصبح الضابط وليام روليا (القائد العام السابق لوكالة أمن الجيش) أول رئيس لمركز قيادة المخابرات والأمن في جيش الولايات المتحدة الأمريكية.
دُمج المقر السابق لوكالة الاستخبارات العسكرية الأمريكية مع قيادة المخابرات والأمن في جيش الولايات المتحدة الأمريكية في الأول من تشرين الأول/ أكتوبر عام 1977. أنشأت القيادة مركزًا موحدًا لإنتاج المعلومات الاستخباراتية وهو مركز تحليل الاستخبارات والتهديدات في 1 كانون الثاني عام 1978. وتولت قيادة المخابرات والأمن في جيش الولايات المتحدة أيضا قيادة ثلاث مجموعات من المخابرات العسكرية الموجودة في الخارج هي:
- مجموعة الاستخبارات العسكرية 66 في ألمانيا.
- مجموعة الاستخبارات العسكرية 470 في بنما.
- مجموعة الاستخبارات العسكرية 500 في اليابان.

تحولت هذه المجموعات إلى وحدات متعددة التخصصات من خلال دمج وكالة أمن الجيش السابقة في المراكز الموجودة حاليًا. نظمت مجموعة رابعة وهي لواء المخابرات العسكرية 501 في كوريا الجنوبية. أُعيد تنظيم كل هذه المجموعات في النهاية وأعيد تصنيفها كألوية.

### البحث في المجالات غير الحسية
حاولت قيادة المخابرات والأمن في جيش الولايات المتحدة بالاشتراك مع وكالة استخبارات الدفاع وتحت قيادة ألبرت ستابلن استخدام الأساليب غير الحسية مثل الاستشعار عن بُعد في مركز لين في نهاية عام 1981. حاولت أجهزة المخابرات الأمريكية الأخرى تنفيذ مشاريع مماثلة خلال نفس الفترة أبرزها مشروع ستارغيت من قبل وكالة الاستخبارات المركزية.